# Дадра и Нагар Хавели
Дадра и Нагар Хавели бивша је савезна територија Индије. Нагар Хавели се налази између Махараштре и Гуџарата. Дадра је енклава неколико километара северно од Нагар Хавели и окружена је Гуџуратом. Главни град је Силваса. Налази се на реци Даман Ганга. Градови Дадра и Силваса се налазе на северној обали реке. Планински ланац Западних Гата уздиже се на истоку, а мања брда се налазе на источној страни дистрикта. Територија не излази на море, али Арапско море је јако близу на западној страни.

## Историја
Дадра и Нагар Хавели су били португалска колонија од 1779. до 1954, када их је Индија анектирала. Од 1954. до 1961. територија је била углавном под самоуправом посебног тела. Постала је савезна територија 1961. и представљена је у горњем и доњем дому индијског парламента. Територија Дадра и Нагар Хавели је спојена са територијом Даман и Дију 2019. године.